# Tereré

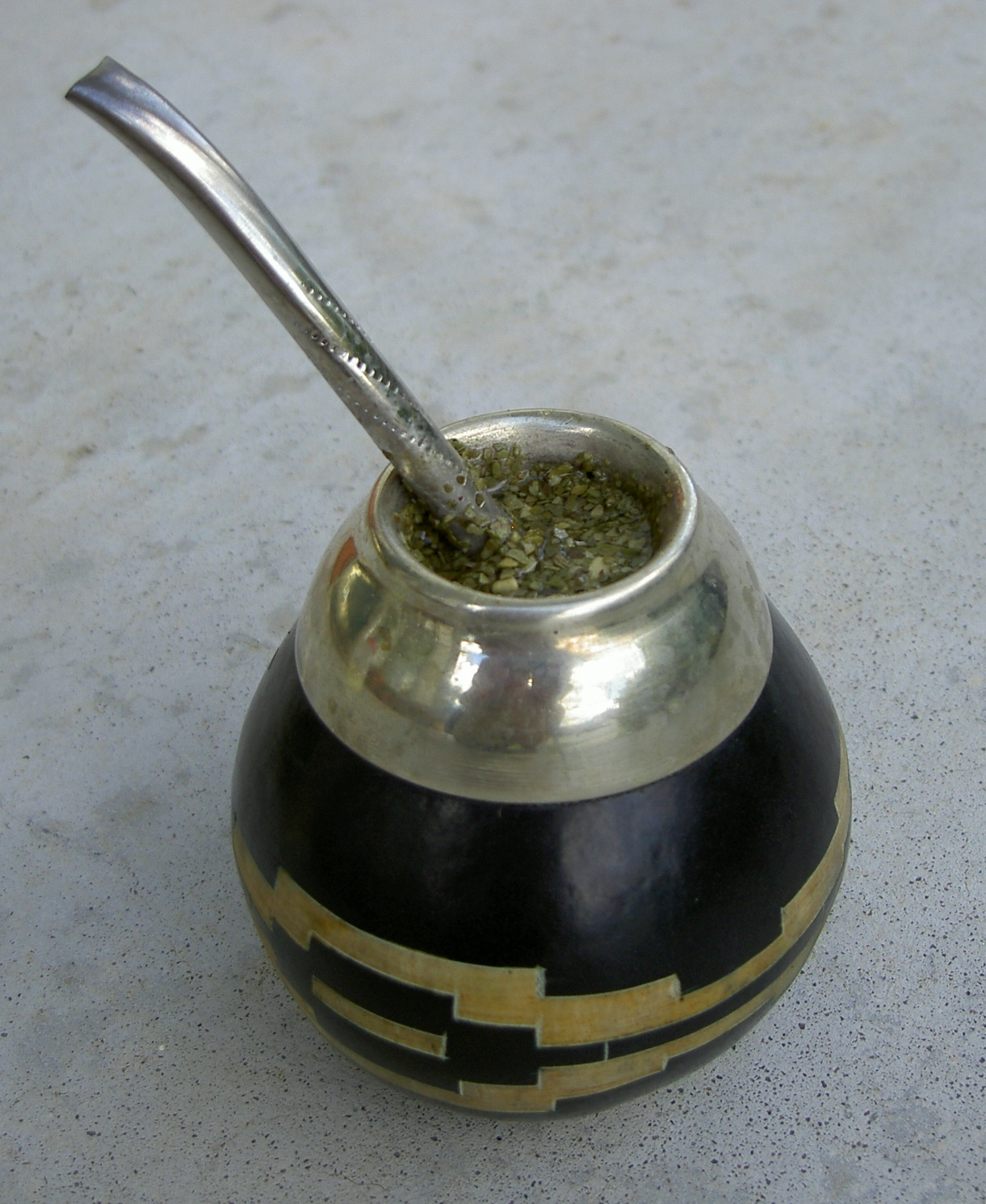
Tererét tartalmazó cuia/guampa

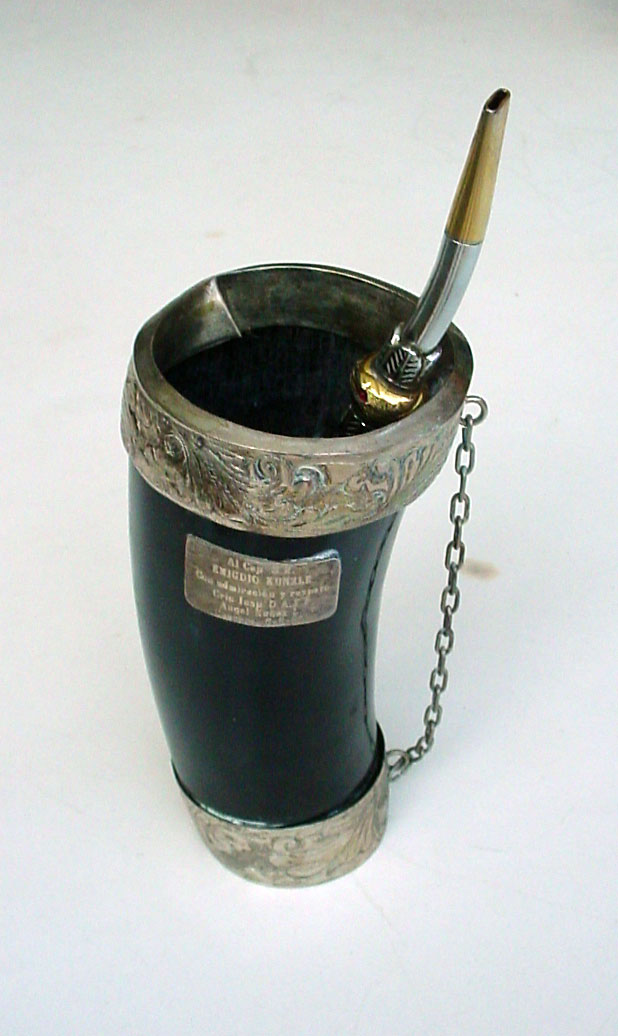
Szarvból készített cuia/guampa

A guaraní eredetű tereré a maté forrázatából készült matéteához hasonló ital, de forró helyett hideg vízzel készítik, valamivel nagyobb edényben. Eredetileg Paraguayból származik, de fogyasztják Argentína északkeleti, Brazília déli és nyugati részein is.
Ha forrón fogyasztják (maté), akkor a guaranik a főzetet ka'ay-nek hívják, ahol a ka'a növényt, az y vizet jelent.
A paraguayiak többsége tiszta vízzel felöntve issza a tererét, mentalevelekkel („menta-i”) vagy citromfűvel ízesítve. Ha nem tiszta hideg vizet használnak, régiótól függő módon citrusfélék levével keverik össze. Bár a gyümölcslevekkel való vegyítés ÉK-Argentínában, Brazíliában és Paraguayban egyaránt megszokott dolog, Argentínában és Paraguayban inkább a lime és a narancs, Brazíliában a lime és az ananász levét keverik bele. A gyümölcslével kevert tererét „tereré ruso” (tehát orosz tereré) névvel is illetik, mert a Paraguay délkeleti és Argentína északkeleti részén élő szláv bevándorlók gyakrabban fogyasztják, mint a spanyol vagy guaraní nyelvet beszélő paraguayiak.
Argentína egyes részein a tererét a matétea alacsonyabb rendű válfajának tartják, fogyasztásakor nem követik a hagyományos matéivási szertartásokat. Paraguayban viszont forró napokon a tererét helyezik előtérbe a matéval szemben.
A Paraguay és Nyugat-Brazília (Mato Grosso do Sul szövetségi állam) területén élő őslakosok, a guaranik által kitalált tererét a helyiek évszázadok óta társasági italként isszák. Szükséges hozzá egy korsónyi (termosznyi) jéghideg víz, ezt öntik bele a növényeket, illetve a kész italt tartalmazó kulacsba – „cuia” (portugál / „guampa” (spanyol) és a végén szűrővel ellátott fém szívószál, azaz „bomba” (portugál) / „bombilla” (spanyol), amiből a társaság közösen issza a tiszta, zöld tererét.
Paraguay és Mato Grosso do Sul klímája is meglehetősen forró, ezért a tereré kiváló frissítő italnak számít, ami ráadásul alacsony kalóriatartalmú és alkoholmentes. Közös fogyasztása fontos szertartás, ami a bizalmat és a közösségbe tartozást fejezi ki.
A cuiák/gampák állati szarvból, jellemzően bika szarvából is készülhetnek. Az újonnan készített, vagy rég nem használt cuiát ki kell mosni használat előtt, mert alsó része kerek bőrdarabbal van lezárva. Ha vízzel megtöltik, a bőr kitágul, és befedi a cuia réseit. Szokás fadugóval is lezárni őket. Fából is készítik őket, bőrrel vagy acéllal bevonva. Végső esetben egyszerű ivópoharat is használnak cuiaként.

## Tereré Paraguayban, tererê Brazíliában
A tereré tipikus paraguayi ital, fiatalok és idősek körében egyaránt népszerű. Nyáron, a 40-45 °C-ot elérő melegben gyakran látni iskolás gyerekeket guampával a kézben, hónuk alatt jeges vízzel teli termosszal.
A munkahelyeken kávészünet helyett „tererészünetet” tartanak. A tereré munkahelyi fogyasztása bevett gyakorlat, mivel a maté élénkítő hatása a nyugati kultúrában elterjedt kávé szerepéhez hasonló.
Különböző elterjedt természetes gyógymódok épülnek a tererére; pl. fejfájás, hasfájás vagy hasmenés esetén a vízbe egyéb gyógynövényeket is adagolnak..
A tereré fogyasztása (a dohányzásra is emlékeztető módon) társasági funkciót is betölt; a partnerrel megosztják és beszélgetnek fölötte, új ismeretségeket kötnek a révén, vagy csak egyedül isszák és meditálnak fölötte a nap végén.

## Fordítás
- Ez a szócikk részben vagy egészben a Tereré című angol Wikipédia-szócikk ezen változatának fordításán alapul.  Az eredeti cikk szerkesztőit annak laptörténete sorolja fel. Ez a jelzés csupán a megfogalmazás eredetét és a szerzői jogokat jelzi, nem szolgál a cikkben szereplő információk forrásmegjelöléseként.